# Гуадалупе Пинеда
Гуадалупе Пинеда (на испански: Guadalupe Pineda) е мексиканска певица.
Родена е на 23 февруари 1955 година в Гуадалахара в семейството на баща адвокат, а майка ѝ е сестра на известния актьор и певец Антонио Агилар.
Започва професионалната си кариера през 1984 година и през следващите години получава широка известност. Наричана „кралицата на болерото“, през 2017 година тя е наградена с „Латинска Грами“ за цялостен принос.